# Brandenburgs voetbalkampioenschap 1911/12
In 1911/12 werd het eerste voetbalkampioenschap gespeeld, dat georganiseerd werd door de Brandenburgse voetbalbond. In de voorgaande seizoenen waren er drie rivaliserende voetbalbonden in Berlijn die in 1911 fuseerden tot één bond. Het eerste seizoen was een overgangsjaar met twintig teams.
Van de Berlijnse voetbalbond kwalificeerden zich alle negen clubs van het voorgaande seizoen plus nog vijf clubs uit de tweede klasse. Van de Markse voetbalbond plaatsten zich de drie beste teams rechtstreeks en van de Berlijnse atletiekbond enkel de kampioen. Via een kwalificatieronde kon er nog één club uit de Markse competitie zich plaatsen. 
BFC Preußen werd kampioen en plaatste zich zo voor de eindronde om de Duitse landstitel. Als verdedigend landskampioen, was ook BTuFC Viktoria geplaatst. Preußen verloor van Holstein Kiel in de eerste ronde. Viktoria versloeg eerst BuEV Danzig en werd dan door Kiel verslagen. Na dit seizoen gingen de twee reeksen over in één reeks van tien clubs. Er degradeerden dus vijf clubs per reeks. 

## Groepsfase

### Groep A
| Plaats | Club                        | Wed. | W  | G | V  | Saldo | Ptn   |
| ------ | --------------------------- | ---- | -- | - | -- | ----- | ----- |
| 1.     | Berliner TuFC Viktoria 1889 | 18   | 15 | 1 | 2  | 97:22 | 31:5  |
| 2.     | Berliner TuFC Britannia 92  | 18   | 13 | 2 | 3  | 83:29 | 28:8  |
| 3.     | Berliner TuFC Union 1892    | 18   | 14 | 0 | 4  | 69:29 | 28:8  |
| 4.     | Berliner BC 03              | 18   | 11 | 1 | 6  | 56:43 | 23:13 |
| 5.     | Berliner FC Vorwärts 1890   | 18   | 9  | 2 | 7  | 56:38 | 20:16 |
| 6.     | Berliner SC Favorit 96      | 18   | 7  | 2 | 9  | 50:54 | 16:20 |
| 7.     | Tennis Borussia Berlin      | 18   | 5  | 2 | 11 | 30:65 | 12:24 |
| 8.     | Charlottenburger FC Triton  | 18   | 6  | 0 | 12 | 37:79 | 12:24 |
| 9.     | Berliner FC Germania 1888   | 18   | 3  | 2 | 13 | 26:72 | 8:28  |
| 10.    | Berliner Sport-Club         | 18   | 1  | 0 | 17 | 17:93 | 2:34  |

|  | Geplaatst voor finale |
|  | Degradatie            |

### Groep B
| Plaats | Club                         | Wed. | W  | G | V  | Saldo | Ptn   |
| ------ | ---------------------------- | ---- | -- | - | -- | ----- | ----- |
| 1.     | Berliner FC Preußen 1894     | 18   | 15 | 2 | 1  | 87:20 | 32:4  |
| 2.     | Berliner FC Hertha 92        | 18   | 14 | 2 | 2  | 53:22 | 30:6  |
| 3.     | Berliner SC Minerva 93       | 18   | 11 | 5 | 2  | 58:25 | 27:9  |
| 4.     | Rixdorfer FC Tasmania 1900   | 18   | 9  | 1 | 8  | 47:57 | 19:17 |
| 5.     | Berliner TuFC Alemannia 90   | 18   | 7  | 4 | 7  | 39:42 | 18:18 |
| 6.     | Berliner FC Concordia 95     | 18   | 5  | 4 | 9  | 35:40 | 14:22 |
| 7.     | FC Viktoria Spandau          | 18   | 6  | 1 | 11 | 25:50 | 13:23 |
| 8.     | BFC Rapide 93 Wedding        | 18   | 5  | 1 | 12 | 26:51 | 11:25 |
| 9.     | FC Union Charlottenburg 1898 | 18   | 4  | 0 | 14 | 23:53 | 8:28  |
| 10.    | Berliner SV Norden-Nordwest  | 18   | 4  | 0 | 14 | 25:58 | 8:28  |

|  | Geplaatst voor finale |
|  | Degradatie            |

## Finale
| Team 1      | Uitslag  | Team 2              |
| ----------- | -------- | ------------------- |
| BFC Preußen | 2:1, 2:1 | BTuFC Viktoria 1889 |